# Magda Lupescu
 (septembre 2019).
Si vous disposez d'ouvrages ou d'articles de référence ou si vous connaissez des sites web de qualité traitant du thème abordé ici, merci de compléter l'article en donnant les références utiles à sa vérifiabilité et en les liant à la section « Notes et références ».
Pour les articles homonymes, voir Hélène de Roumanie et Lupescu.
Hélène Lupescu (en roumain : Elena Lupescu), plus connue sous son surnom de Magda Lupescu, est née officiellement le 3 septembre 1899 (15 septembre dans le calendrier grégorien) à Iași, en Roumanie, et décédée le 29 juin 1977 à Estoril, au Portugal. Maîtresse puis troisième épouse du roi Carol II, elle contribue à la dégradation de l'image de ce dernier durant l'entre-deux-guerres. Après son mariage, elle est titrée « princesse de Roumanie » par son époux.

## Biographie
Issue d'une famille d'origine juive, Hélène Lupescu est élevée dans la religion catholique. En 1919, elle épouse un officier roumain du nom de Ion Tâmpeanu, mais leur mariage est malheureux et Hélène entretient de nombreuses relations extra-conjugales, ce qui conduit bientôt le couple à divorcer. En 1923, Hélène rencontre le prince héritier Carol, qui tombe rapidement amoureux d'elle. Passionnément épris, le jeune homme fuit la Roumanie et sa famille en 1925 pour pouvoir vivre leur relation au grand jour à l'étranger.
En 1930, Carol rentre à Bucarest et s'y fait proclamer roi. Hélène rejoint alors secrètement son amant et le couple reprend sa vie commune, non sans s'attirer des critiques car la « dictature royale » est accusée à la fois de corruption, d'abus et d'autoritarisme par les parlementaires, et de « cosmopolitisme » par les antisémites (le régime de Carol entre en guerre civile contre la Garde de fer). En 1940, la Roumanie devient un État satellite de l'Axe et le couple doit s'enfuir au Portugal, puis en Amérique latine.
En 1947, au Brésil, Hélène tombe en dépression et Carol II finit par l'épouser. Peu après, la santé d'Hélène se rétablit et le roi détrôné lui décerne le titre de « princesse de Roumanie », au grand dam de sa famille et des cours européennes. Le couple s'installe ensuite à Estoril, au Portugal, où Carol II s'éteint en 1953. Hélène lui survit 24 ans et, à sa mort, son corps est placé au côté de celui de son mari, au monastère de Saint-Vincent de Fora, à Lisbonne. 
En 2003, le gouvernement roumain fait rapatrier les deux dépouilles au monastère de Curtea de Argeș où celle du roi est déposée dans la chapelle royale et celle d'Hélène Lupescu dans le cimetière attenant.